# Östmalört
Östmalört (Artemisia sieversiana) är en växtart i släktet malörter och familjen korgblommiga växter. Den beskrevs av Carl Ludwig Willdenow efter Jakob Friedrich Ehrhart.

## Utbredning
Östmalörten förekommer i den tempererade delen av Asien från Centralasien i väster och Pakistan i söder till Kina, Japan och Koreahalvön i öster. Den är även införd i östra och centrala Europa. I Sverige har den ibland påträffats som tillfälligt inkommen på ruderatmark, speciellt på kvarnavfall.